# هيدسترونغ غيمز
هيدسترونغ غيمز (بالإنجليزية: Headstrong Games)‏، هي شركة بريطانية لإنتاج وتطوير ألعاب الفيديو، أسست سنة 2000، ويقع مقرها في العاصمة البريطانية لندن، اشتهرت بإنتاج لعبة فيديو آرت أكاديمي.

## المواقع الخارجية
الموقع الرسمي